# Petite rivière à Monfette
Petite rivière à Monfette är ett vattendrag i Kanada.   Det ligger i provinsen Québec, i den sydöstra delen av landet, 300 km öster om huvudstaden Ottawa.
I omgivningarna runt Petite rivière à Monfette växer i huvudsak blandskog. Runt Petite rivière à Monfette är det glesbefolkat, med 9 invånare per kvadratkilometer.